# John Henry Frederick Bacon
Pour les articles homonymes, voir Bacon.
John Henry Frederick Bacon, né à Kennington (Londres) le 4 novembre 1865 et mort à Harwell le 24 janvier 1914, est un peintre et illustrateur britannique.

## Biographie
Fils du lithographe John Cardanall Bacon, il étudie à la Westminster School of Art puis à la Royal Academy et se fait connaître pour ses illustrations avant ses 18 ans.
En 1886, il voyage en Inde et en Birmanie et à son retour présente à la Royal Academy The Village Green and Nevermore. Il devient alors célèbre comme peintre de scènes religieuses et historiques et entre dans l'ordre royal de Victoria.
Il obtient en 1900 une mention honorable au Salon des artistes français.
Il est l'auteur de nombreuses illustrations pour des livres et des magazines.
Marié en 1894, il a sept enfants. Il meurt d'une bronchite aiguë à 49 ans.

## Œuvres
- The Village Green and Nevermore (1889)
- The Wedding Morning, Lady Lever Art Gallery (1892)
- A Confession of Love (1894)
- Peace be unto you (1897)
- Gethsemane (1899)
- Homage giving, Westminster Abbey
- The City of London Imperial Volunteers Return to London from South Africa on Monday 29th October 1900
- Rivals (1904)
- Portrait of Michael Lewis Myers, Tate Britain (1906)
- The Coronation ceremony of George V (1911)

### Livres illustrés
- Charles Squire, Celtic myth and legend, poetry & romance, Londres : Gresham, 1905
- Maud Isabel Ebbutt, Hero-myths & legends of the British race, New York : T.Y. Crowell & Company, 1910
- Charles Dickens, Little Dorrit, Gresham, 1912

## Galerie

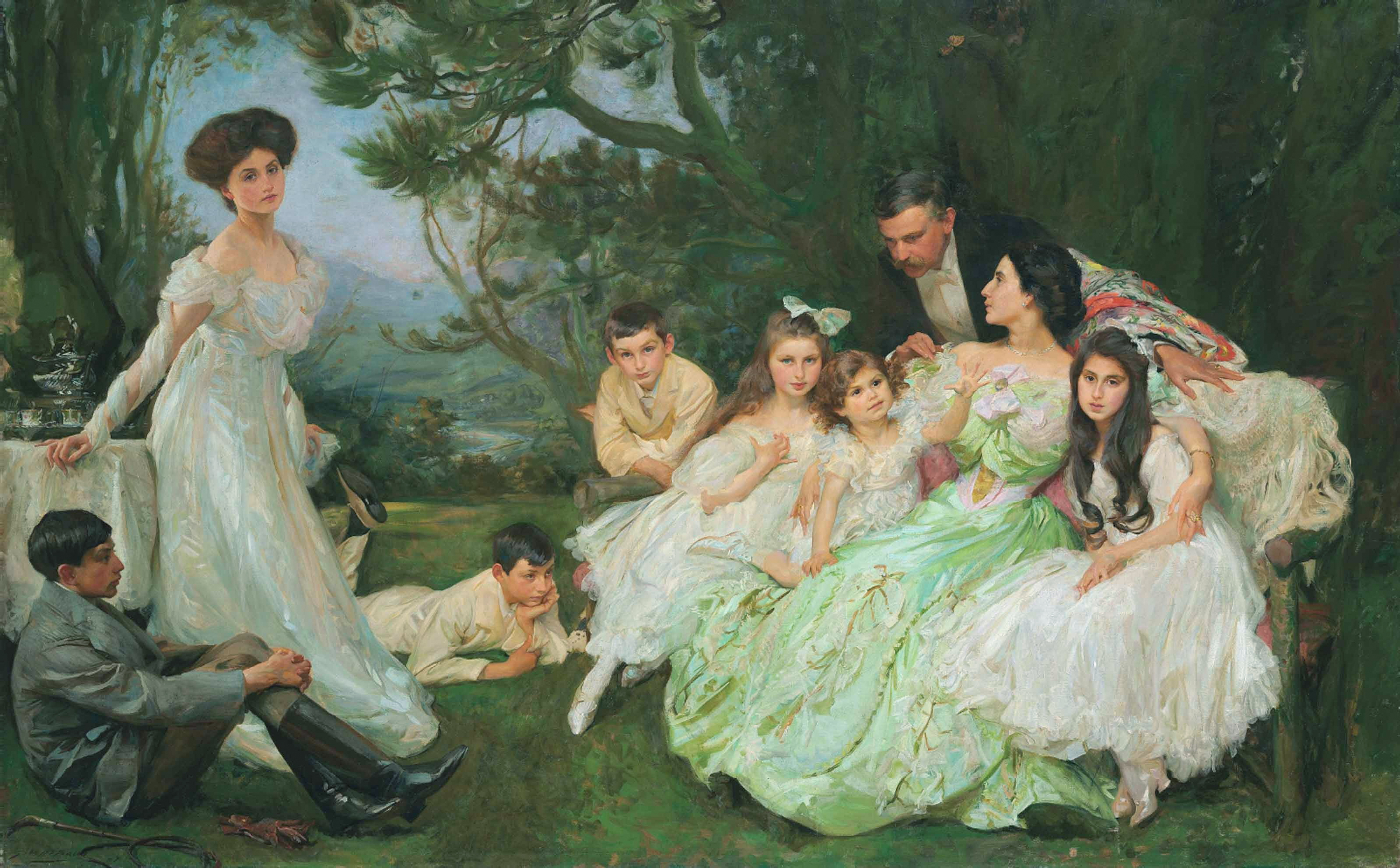
The golden butterfly - The Harvey family
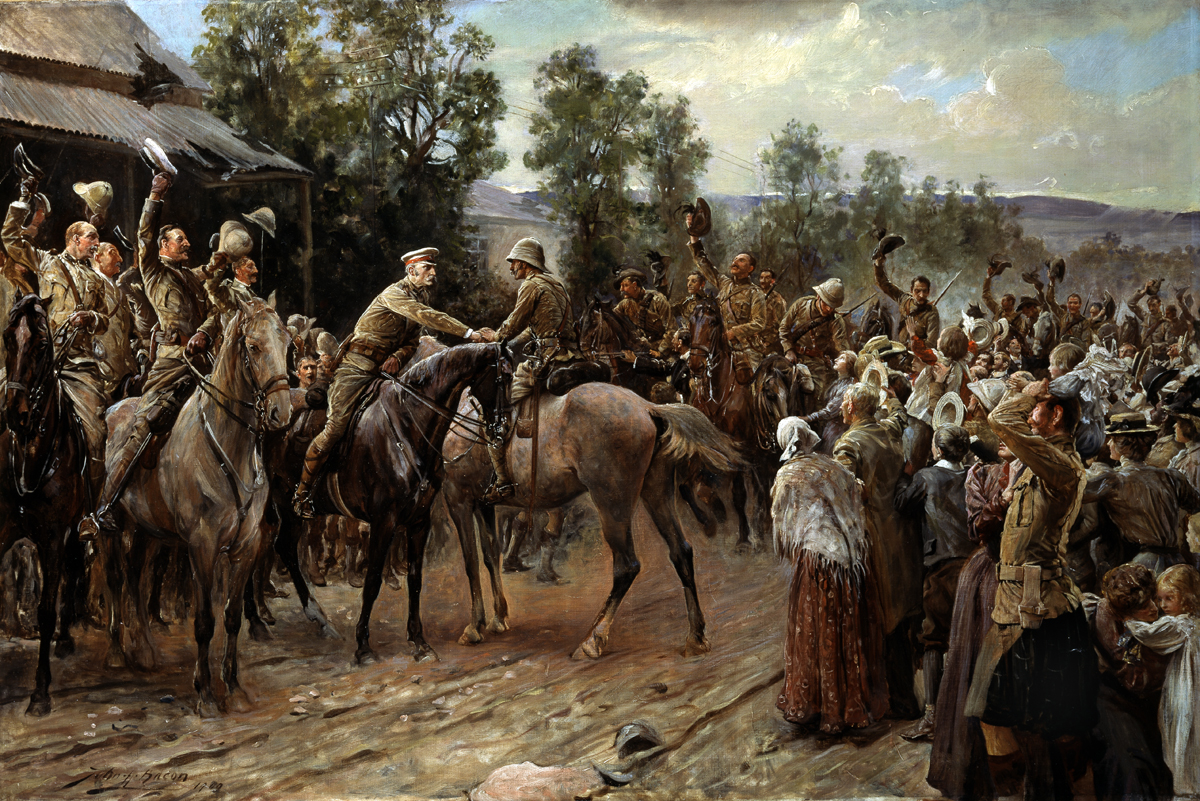
La Libération de Ladysmith le 28 février 1900
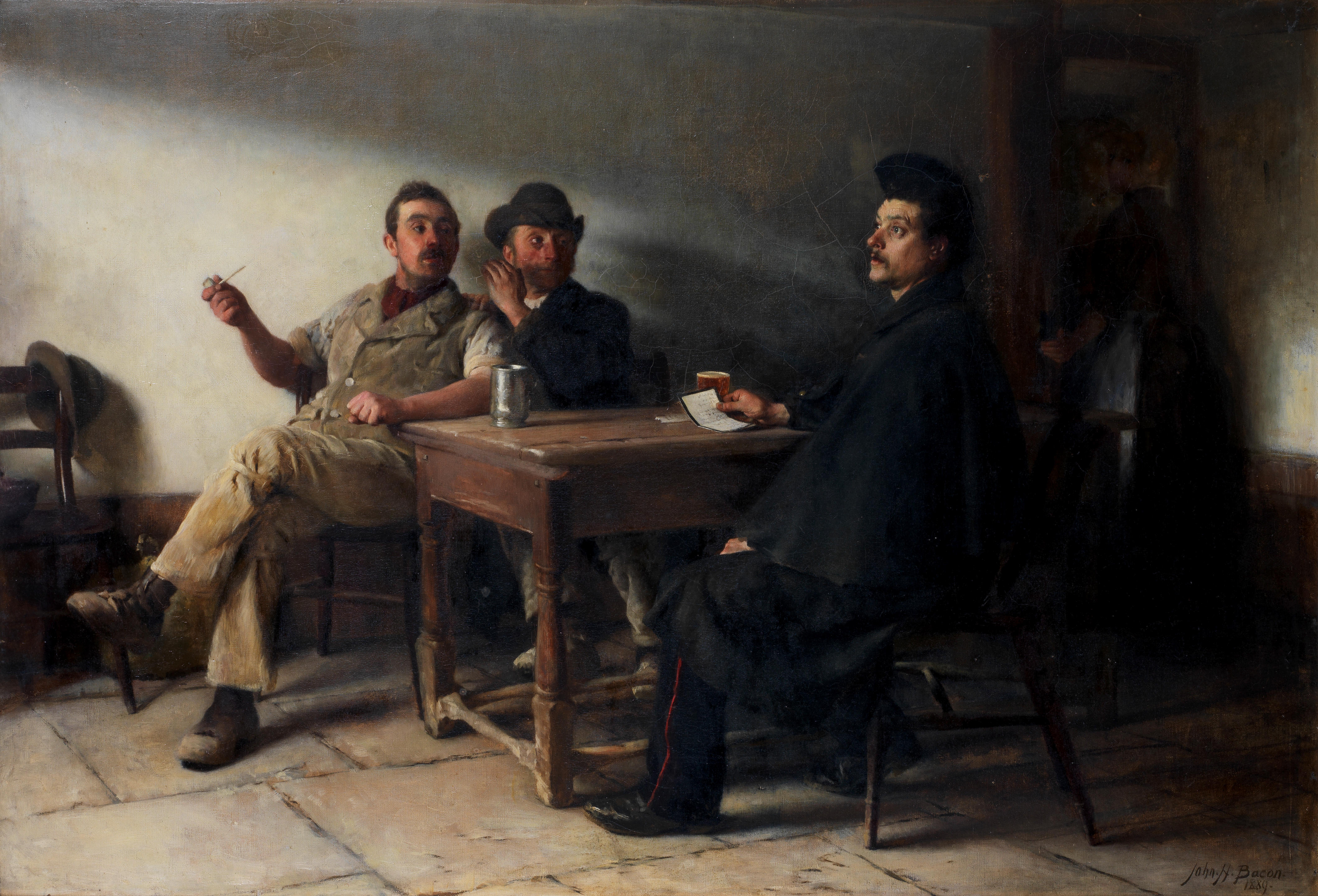
Never more to hear that silent voice, Her smile to meet no more
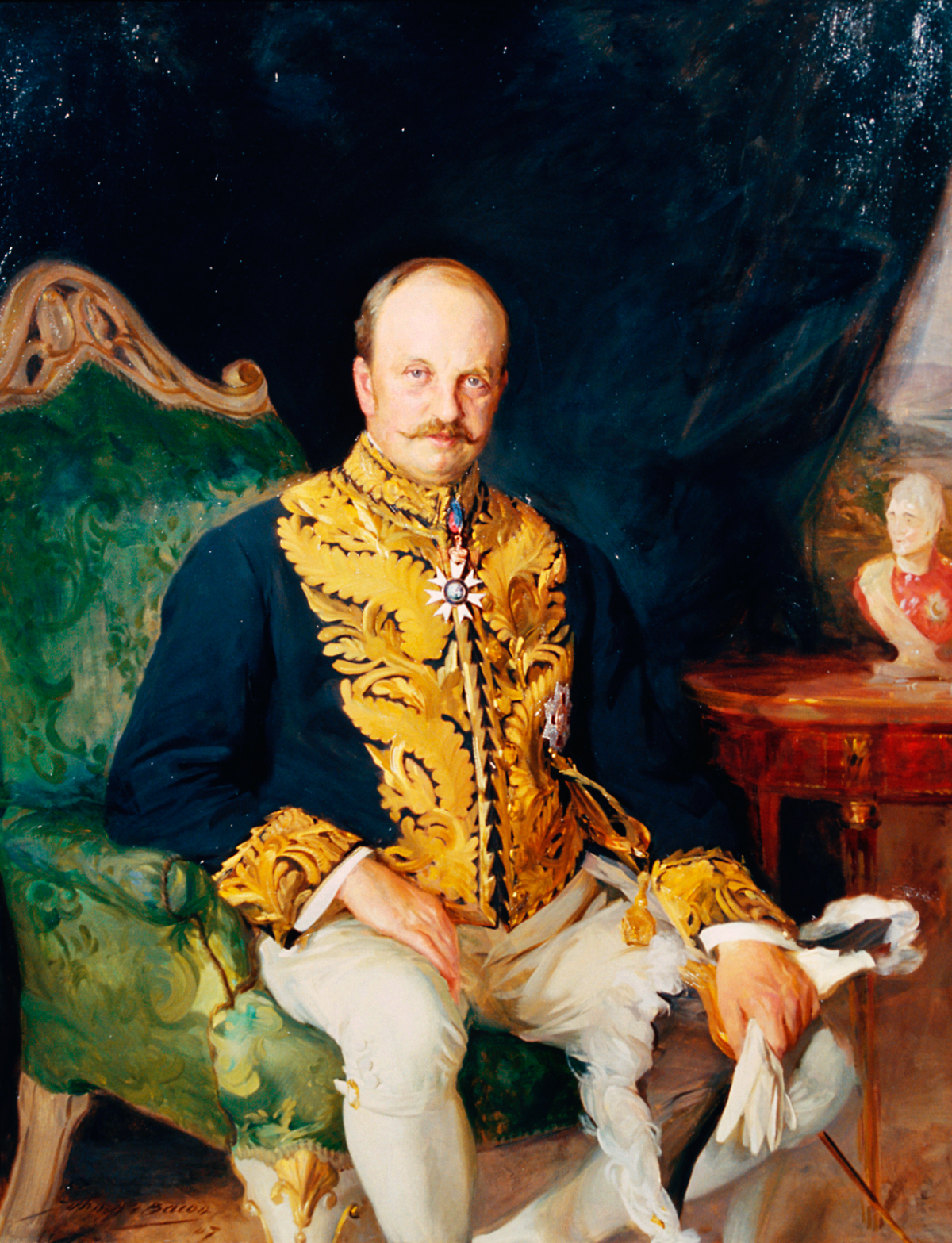
Sir James Beethom Whitehead
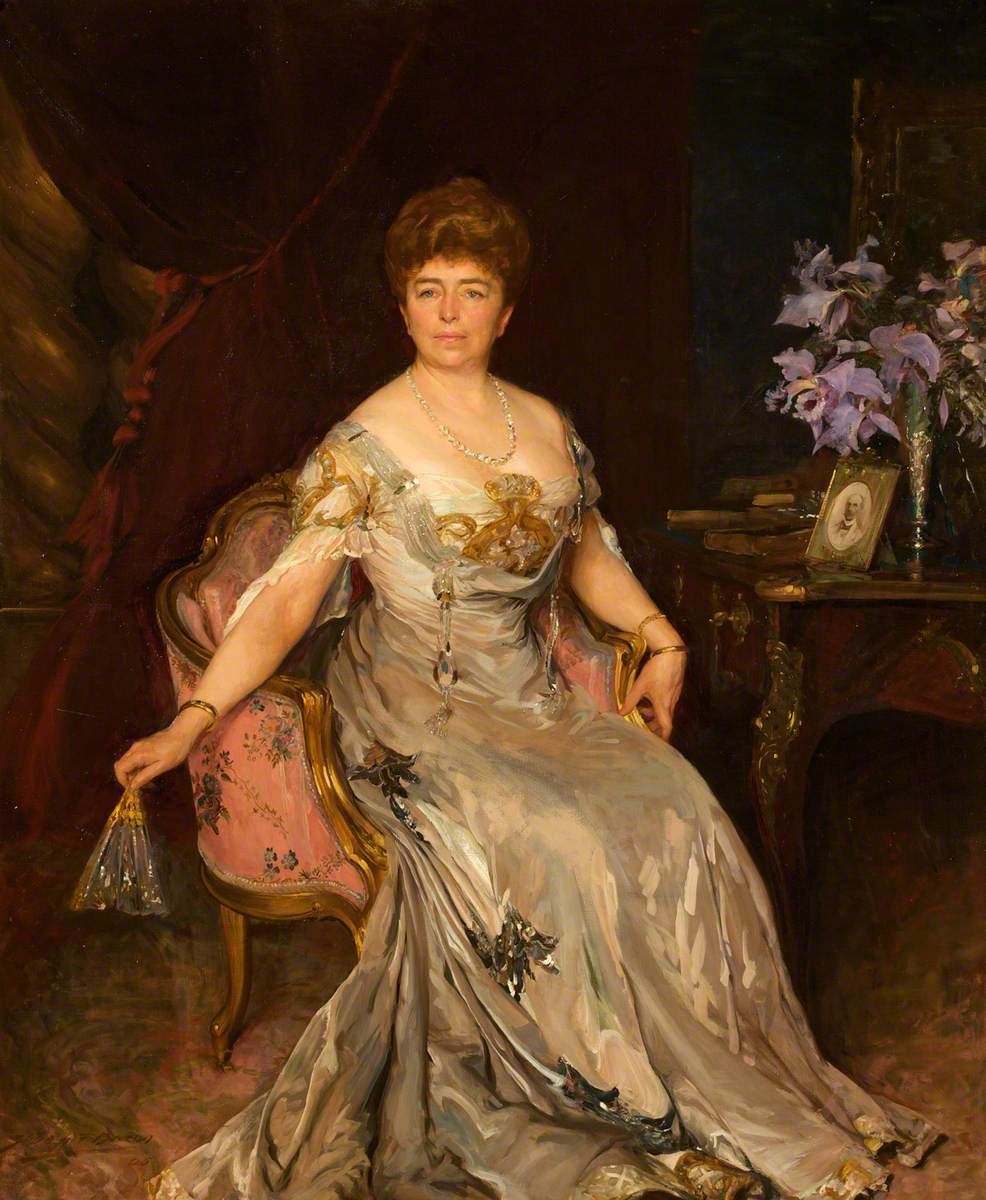
Florentia Maria Crawshay, née Wood
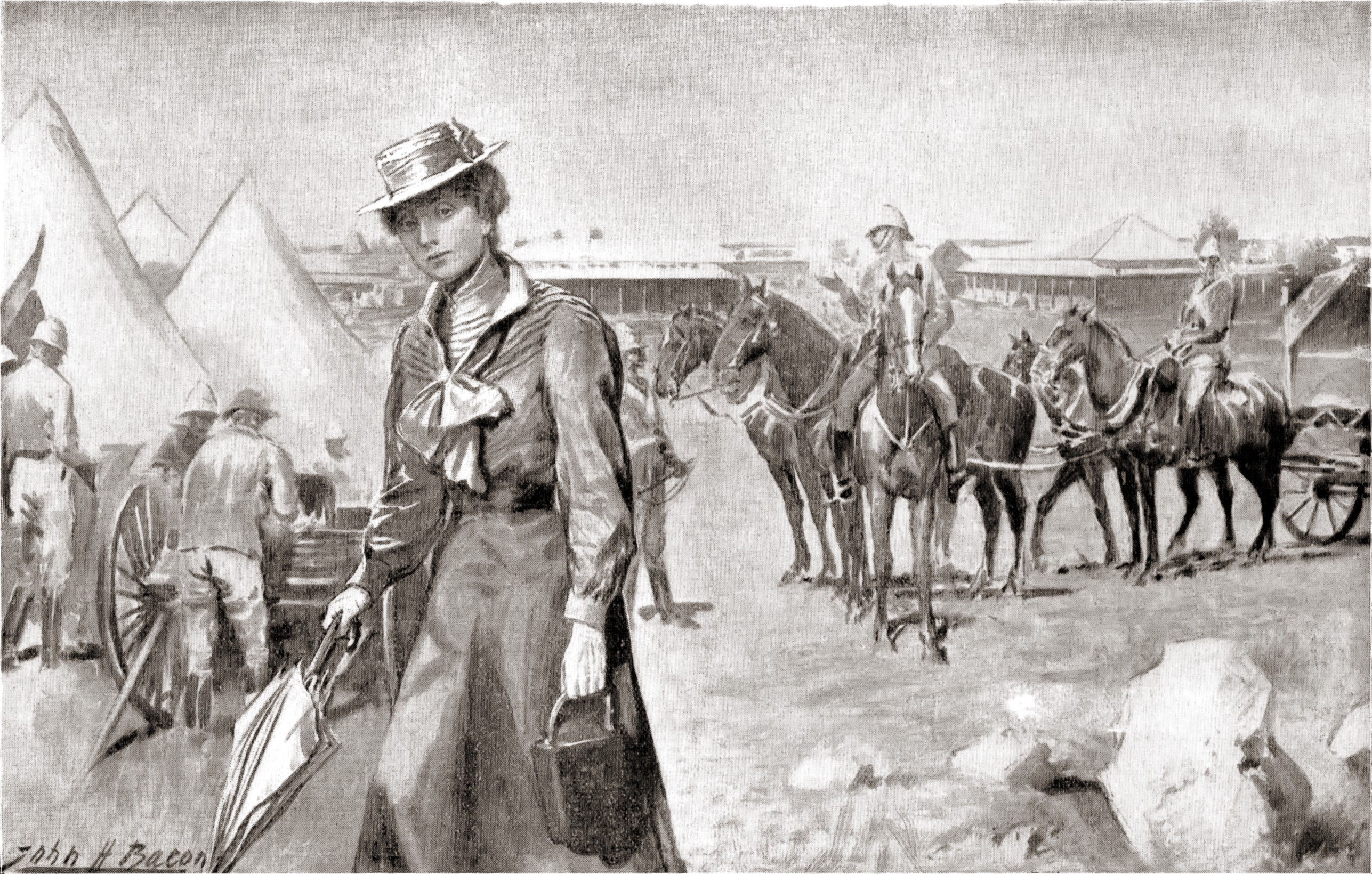
Lady Sarah Wilson